# GSC2692-585
GSC2692-585 — хімічно пекулярна зоря спектрального класу A7, що має видиму зоряну величину в смузі V приблизно 10,6.

## Пекулярний хімічний склад
Зоряна атмосфера GSC2692-585 має підвищений вміст 
Si
.